# Zatoka Argolidzka
Zatoka Argolidzka (Αργολικός Κόλπος, Argolikos Kolpos) – niewielka zatoka na Morzu Egejskim na wschodnim wybrzeżu Peloponezu w Grecji. Jej wybrzeża obejmują dwie greckie prefektury – Arkadię i Argolis.
Charakterystycznym miejscem w Zatoce jest wyspa Bourtzi, na której znajduje się niewielki zamek, wzniesiony przez Wenecjan podczas okupacji miasta Nafplio.
Po Zatoce kursują promy z Nafplio, Spetses – Hydra oraz Spetses – Tyros – Leonidi.

## Miasta na brzegu Zatoki Argolidzkiej
- Tyros
- Leonidio
- Astros
- Myloi
- Nea Chios
- Nafplio
- Tolo
- Iria Beach
- Porto Cheli
- Spetses

## Galeria

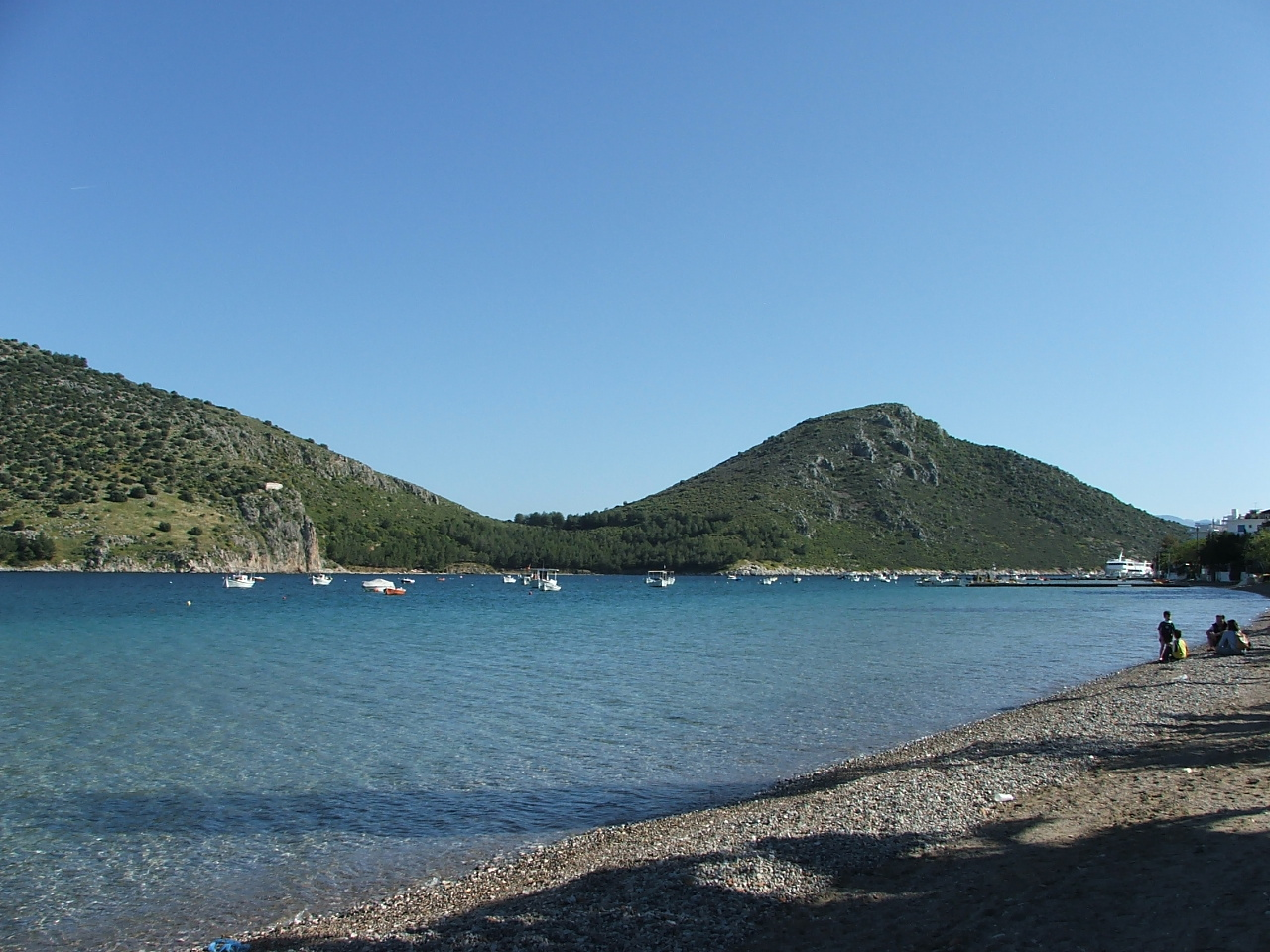
Zatoka Argolidzka – widok z Tolo
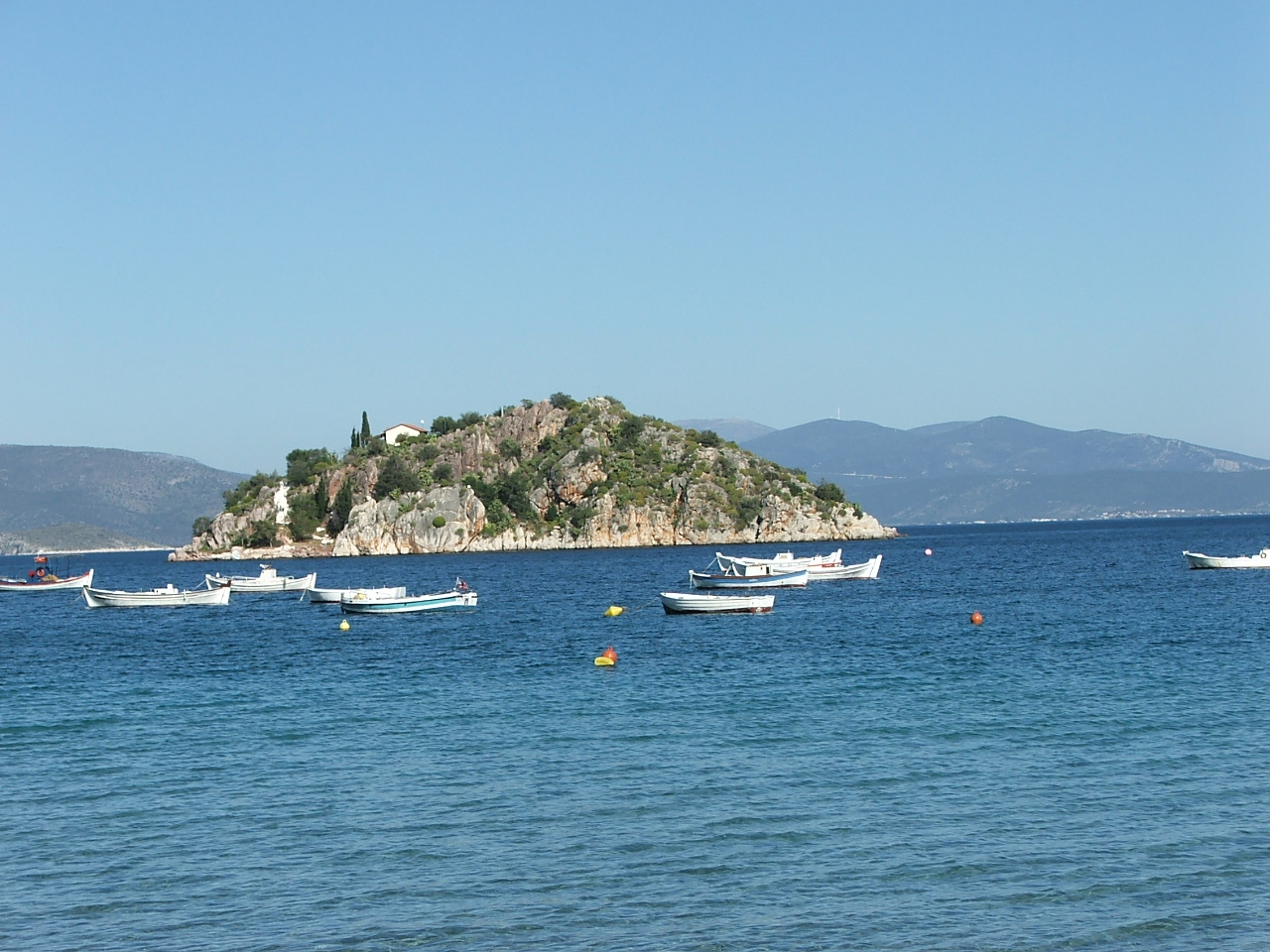
Kościół Apostołów na wyspie w pobliżu Tolo
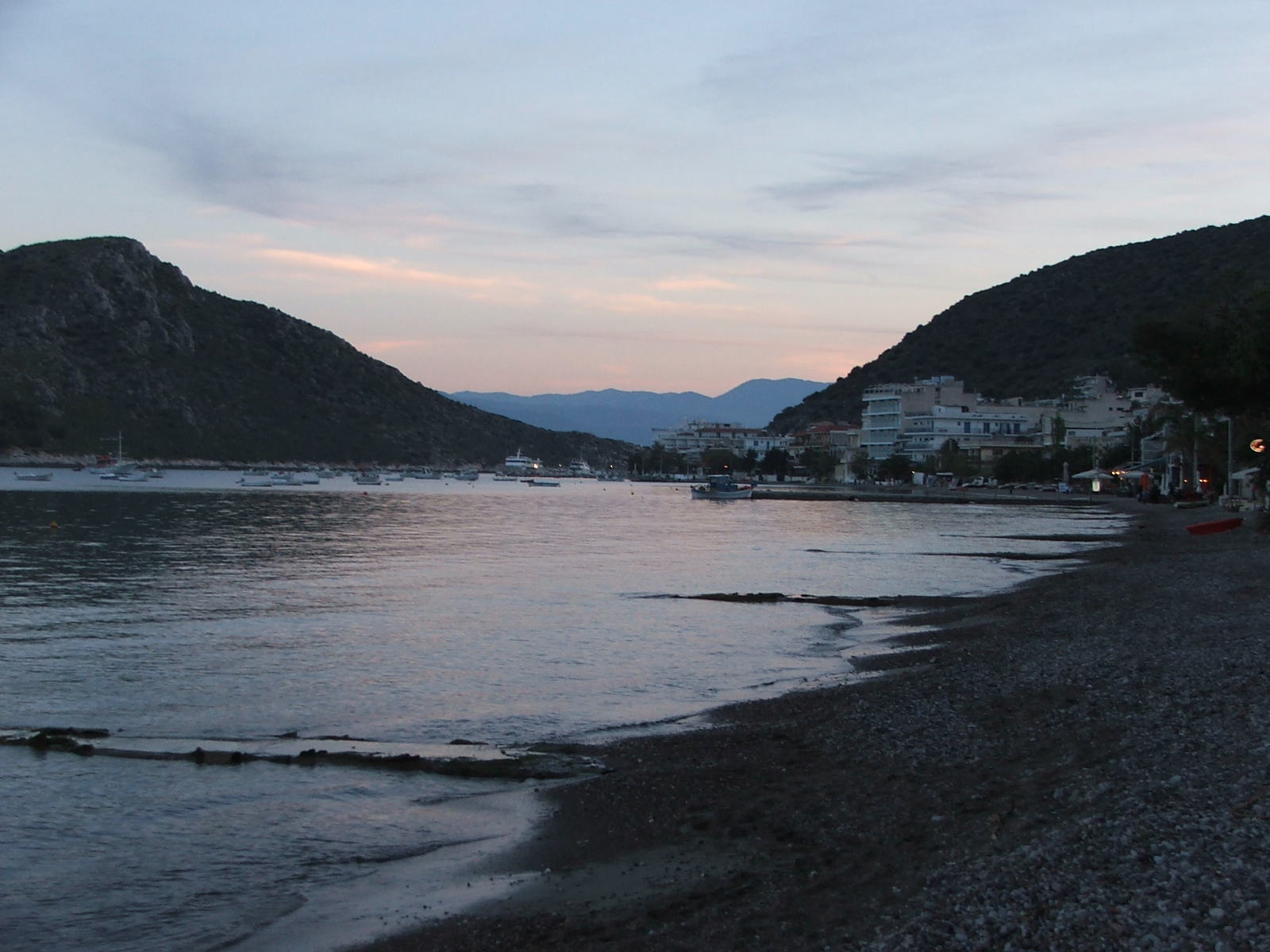
Zachód słońca nad Zatoką Argolidzką
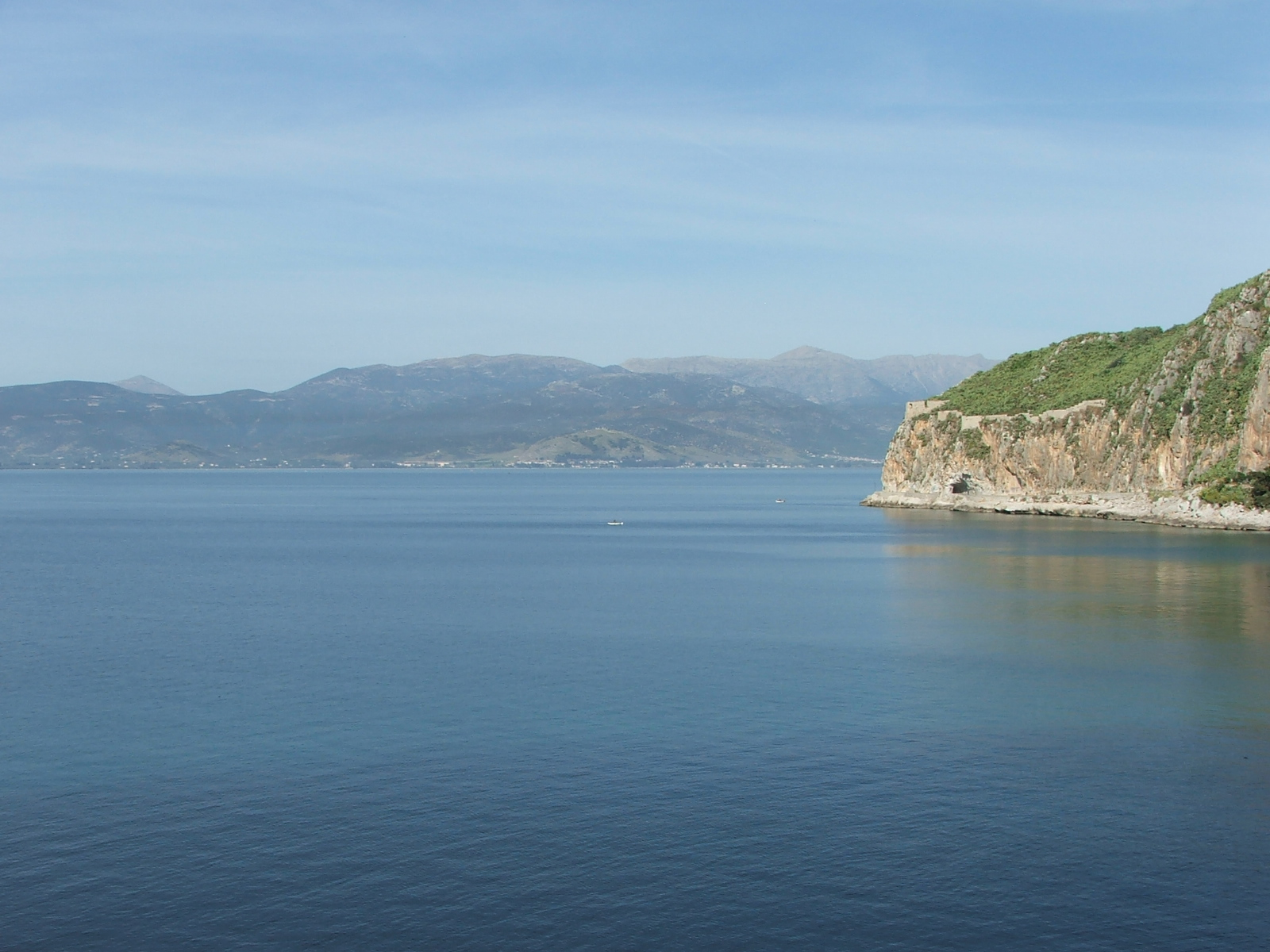
Widok na Zatokę Argolidzką z twierdzy Palamidi w Nafplio
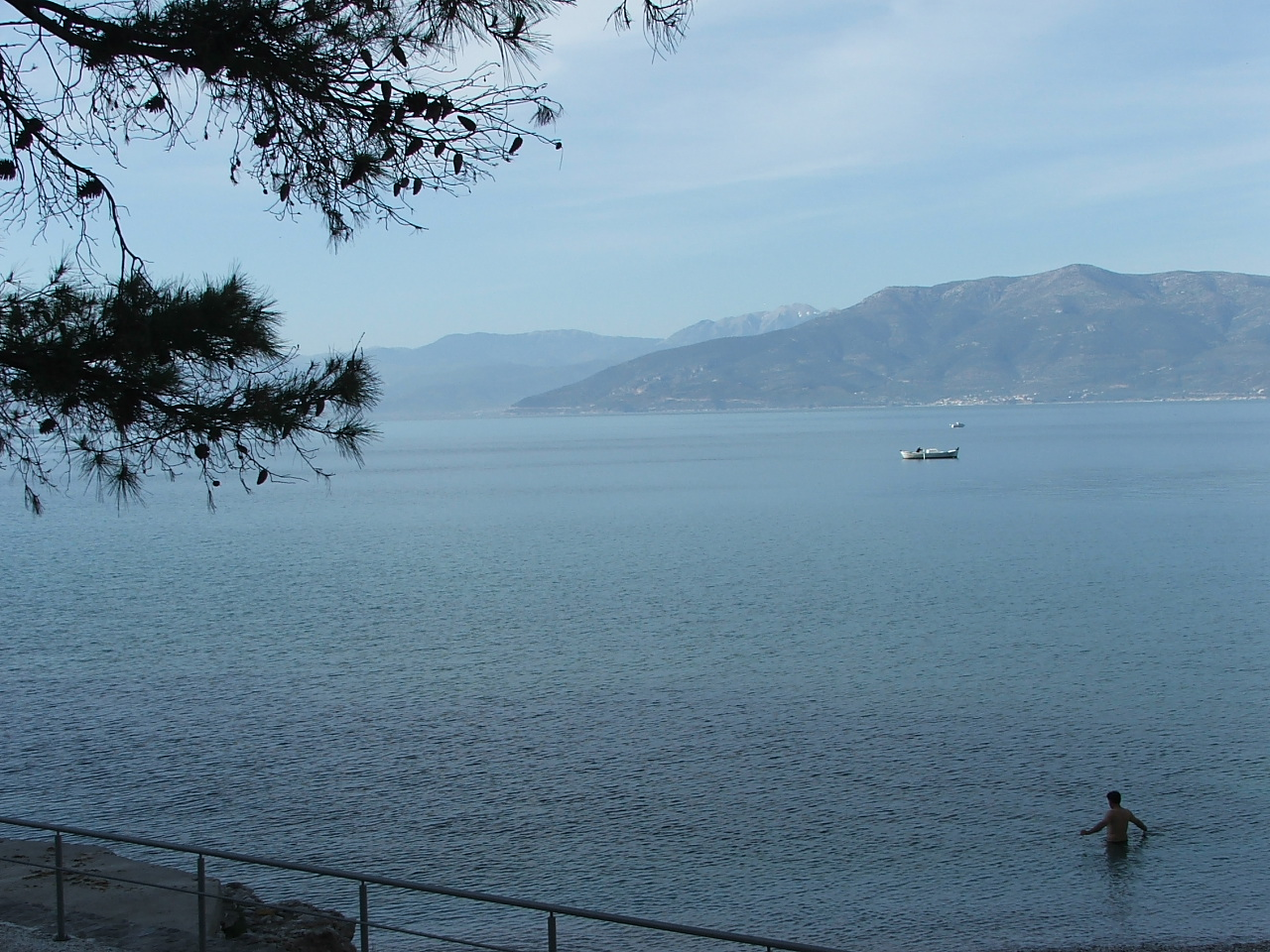
Zatoka Argolidzka w Nafplio
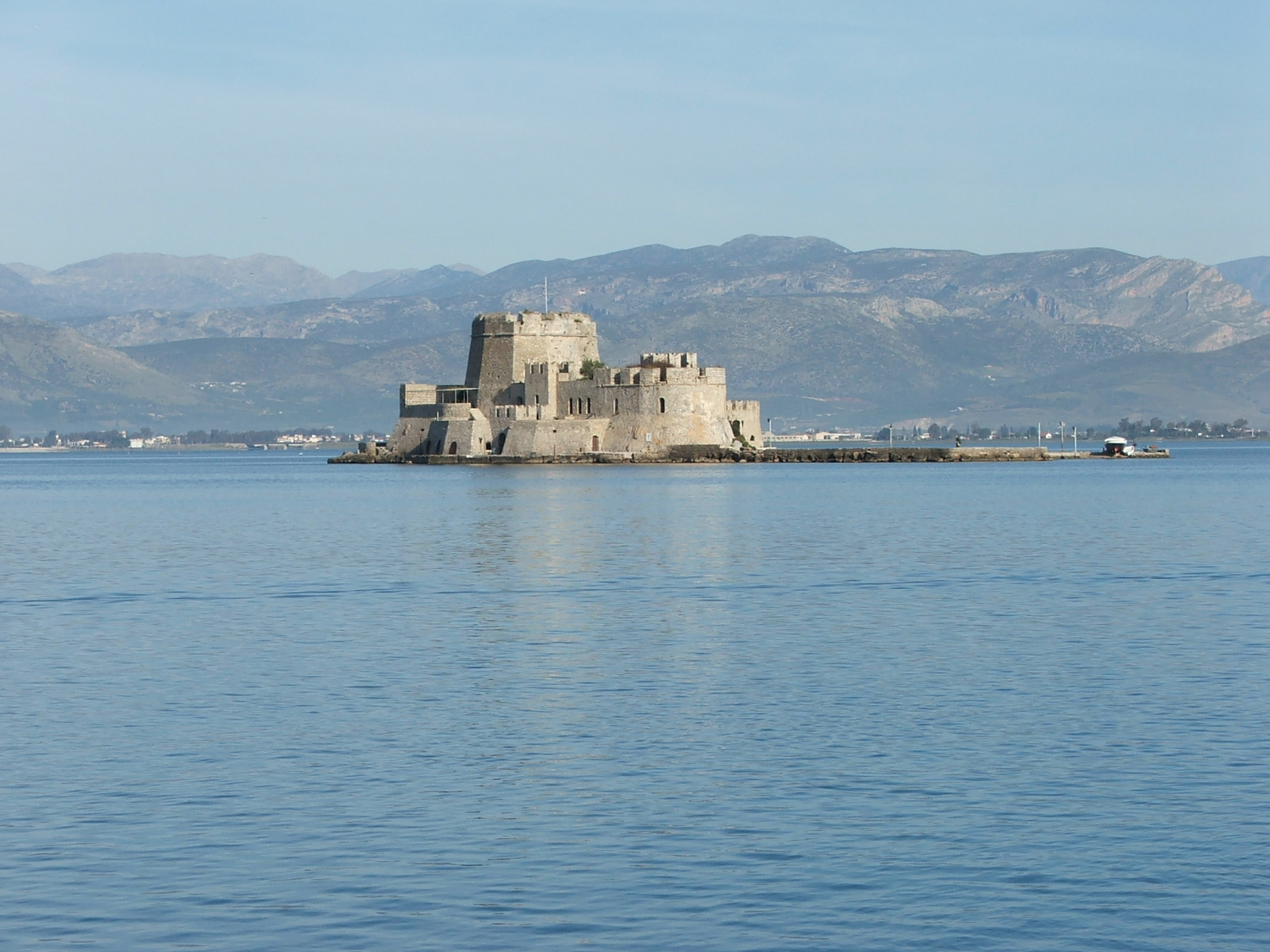
Zamek Bourtzi na Zatoce Argolidzkiej w Nafplio
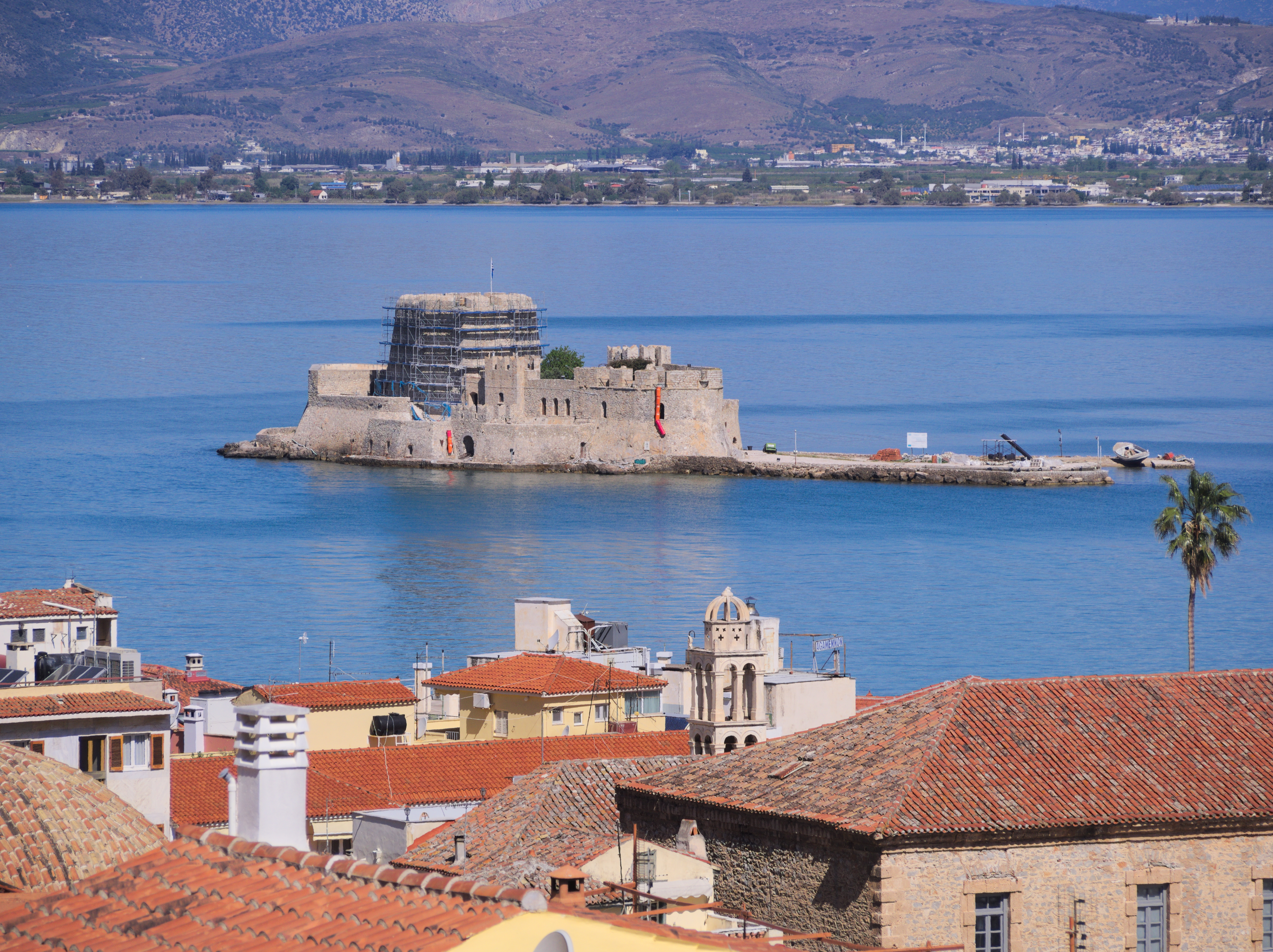
Widok na Nafplio, zamek Bourtzi i Zatokę Argolicką